# فتوحات امینی
فتوحات امینی (همچنین فتوحات شاهی) یک تاریخ‌نگاری فارسی است که امینی هروی (۸۸۲ تا ۹۴۱ق) شاعر و دولت‌مرد هراتی در هرات برای اسماعیل یکم، شاه صفوی نوشت، پس از آنکه اسماعیل، خراسان را از شاه ازبکان محمد شیبانی گرفت و امینی هروی به خدمت او درآمد. این اثر به‌عنوان اولین تاریخ‌نگاری صفوی شناخته می‌شود. اگرچه این کتاب به‌عنوان یک تاریخ‌نگاری جهانی نوشته شده، اما بیشتر بر زندگی اسماعیل اول (حکومت: ۱۵۰۱–۱۵۲۴م) تمرکز داشته و داستان به‌طور ناگهانی در آغاز سال ۱۵۱۴م خاتمه یافته است.